# Сердюк, Наталья Анатольевна
Наталья Анатольевна Сердюк (род. 24 мая 1989) — российская футболистка, игрок в мини-футбол и пляжный футбол, полузащитница.

## Биография
В большом футболе в начале взрослой карьеры выступала за клуб «Нева» (Санкт-Петербург). В 2005 году 16-летняя футболистка провела 2 матча в последних турах высшего дивизиона России, в обоих выходила на замены во втором тайме. По состоянию на 2014 год играла в первом дивизионе России за клуб «Альфа-09» (Калининград). Также выступала за клубы Санкт-Петербурга в чемпионате города. Вызывалась в сборную «Женской футбольной лиги» Санкт-Петербурга и участвовала в матче против победителей женского любительского чемпионата Москвы команды «Челси».
В мини-футболе в 2015 году стала серебряным призёром первенства МРО «Северо-Запад» (приравнено к зональному турниру первого дивизиона России) в составе клуба «Альфа-09» (Калининград). Также играла за петербургские клубы «Университет-ИТМО», «Дотмедиа» и другие на городском уровне. Участвовала в неофициальных матчах за сборную Санкт-Петербурга.
В пляжном футболе принимала участие в двух розыгрышах финального турнира чемпионата России — в 2013 году в составе «Дотмедиа» (седьмое место) и в 2016 году в составе команды «Северный Пресс». Бронзовый призёр чемпионата России 2016 года. Много лет играла в городских соревнованиях в Петербурге.